# John Joseph Cavanaugh

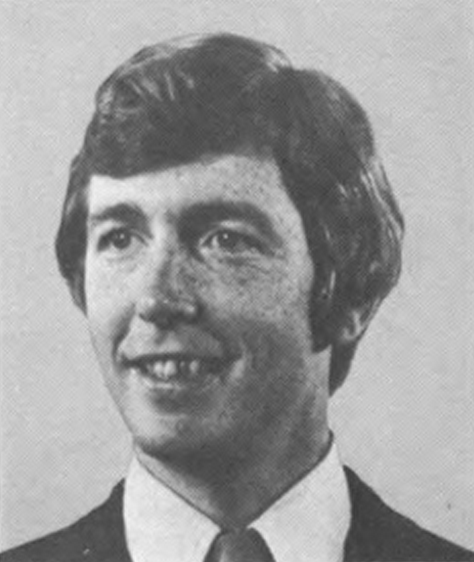
John Joseph Cavanaugh

John Joseph Cavanaugh III (* 1. August 1945 in Omaha, Nebraska) ist ein US-amerikanischer Politiker. Zwischen 1977 und 1981 vertrat er den zweiten Wahlbezirk des Bundesstaates Nebraska im US-Repräsentantenhaus.

## Werdegang
John Cavanaugh besuchte bis 1963 die Creighton Prepatory School in Omaha und danach bis 1967 das Regis College in Denver. Nach einem anschließenden Jurastudium an der Creighton University begann er ab 1972 als Rechtsanwalt in Omaha zu arbeiten. Zuvor hatte er zwischen 1968 und 1970 in der US-Armee seinen Wehrdienst abgeleistet.
Cavanaugh wurde Mitglied der Demokratischen Partei. Zwischen 1973 und 1977 gehörte er der Nebraska Legislature an. Bei den Kongresswahlen des Jahres 1976 wurde er im zweiten Distrikt von Nebraska in das US-Repräsentantenhaus gewählt, wo er am 3. Januar 1977 John Y. McCollister ablöste. Nach einer Wiederwahl im Jahr 1978 konnte er bis zum 3. Januar 1981 zwei Legislaturperioden im Kongress absolvieren.
1980 verzichtete er auf eine erneute Kandidatur. Seither arbeitet er wieder als Rechtsanwalt in Omaha. In den Jahren 1980, 2000 und 2004 war er Delegierter zu den jeweiligen Democratic National Conventions. John Cavanaugh hat acht erwachsene Kinder.